# Thanh cua

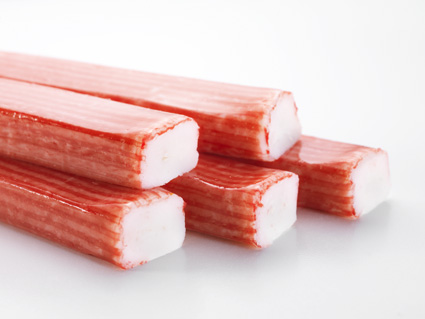
Thanh cua

Thanh cua (Crab stick) hay thịt giả cua hoặc que hải sản (seafood sticks) là một loại món ăn hải sản làm từ tinh bột và cá trắng nghiền mịn (surimi) đã được chế biến để có hương vị giống với thịt chân của cua tuyết hoặc cua nhện Nhật Bản. Món ăn này sử dụng thịt cá để bắt chước thịt cua tuyết, thường được làm bằng cá biển, sau khi được ướp với bột, đường, lòng trắng trứng và vị cua.
Phần thịt cá sau khi tách xương, rửa sạch, nghiền nhỏ, không có mùi vị và màu sắc đặc trưng nhưng lại có độ kết dính khá chặt. Sau đó phi lê và băm nhuyễn, trộn với một số nguyên liệu khác rồi định hình, xử lý nhiệt để tạo nên sản phẩm. Thanh cua chứa khá ít chất béo và năng lượng. Đây là món ăn khá nghèo protein, 10 gr thanh cua thì chỉ có 7,62 gr protein. Thanh cua chứa lượng carbohydrate khá cao, nếu dư thừa chất này trong cơ thể có thể gây ra các bệnh về đường ruột, thanh cua có thể chứa thêm các chất phụ gia, chất bảo quản.